# MicroVAX 78032

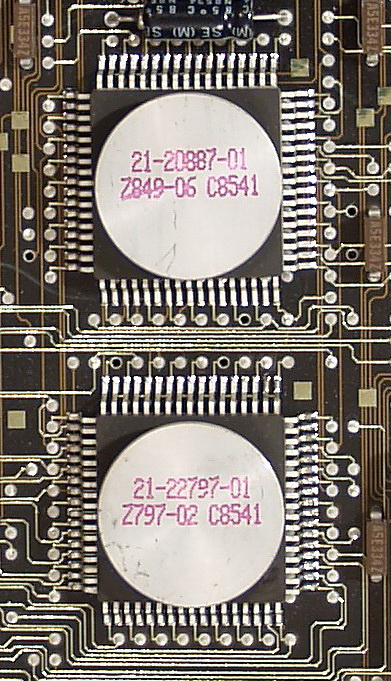
78032 CPU (fent) és 78132 FPU

A MicroVAX 78032 (más jelöléssel DC333) egy a Digital Equipment Corporation (DEC) által fejlesztett és gyártott, a VAX ISA-t, utasításkészlet-architektúrát megvalósító mikroprocesszor. A 78032-es processzort kizárólag a DEC VAX-alapú rendszereiben használták, kezdve az 1985-ben megjelent MicroVAX II-vel. A 78032 processzor fixpontos (integer) teljesítménye 5 MHz-es órajelfrekvencia mellett megközelítette az 1977-ben megjelent VAX-11/780 szuperminiszámítógép teljesítményét. A processzort ki lehetett egészíteni a MicroVAX 78132 (DC337 jelölés alatt is ismert) lebegőpontos koprocesszorral, ami nemcsak a lebegőpontos számítási teljesítményt javította, hanem az általános teljesítményt is, mivel egész (integer) műveleteket is végzett.
A 78032-es egyszerre több első helyet szerzett a DEC-nél: ez volt a VAX ISA első egychipes megvalósítása, és egyben a DEC első saját gyártású mikroprocesszora is. A MicroVAX 78032 chip volt az első félvezetős eszköz, amelyet az USA 1984-es Semiconductor Chip Protection Act törvényének védelme alá helyeztek.

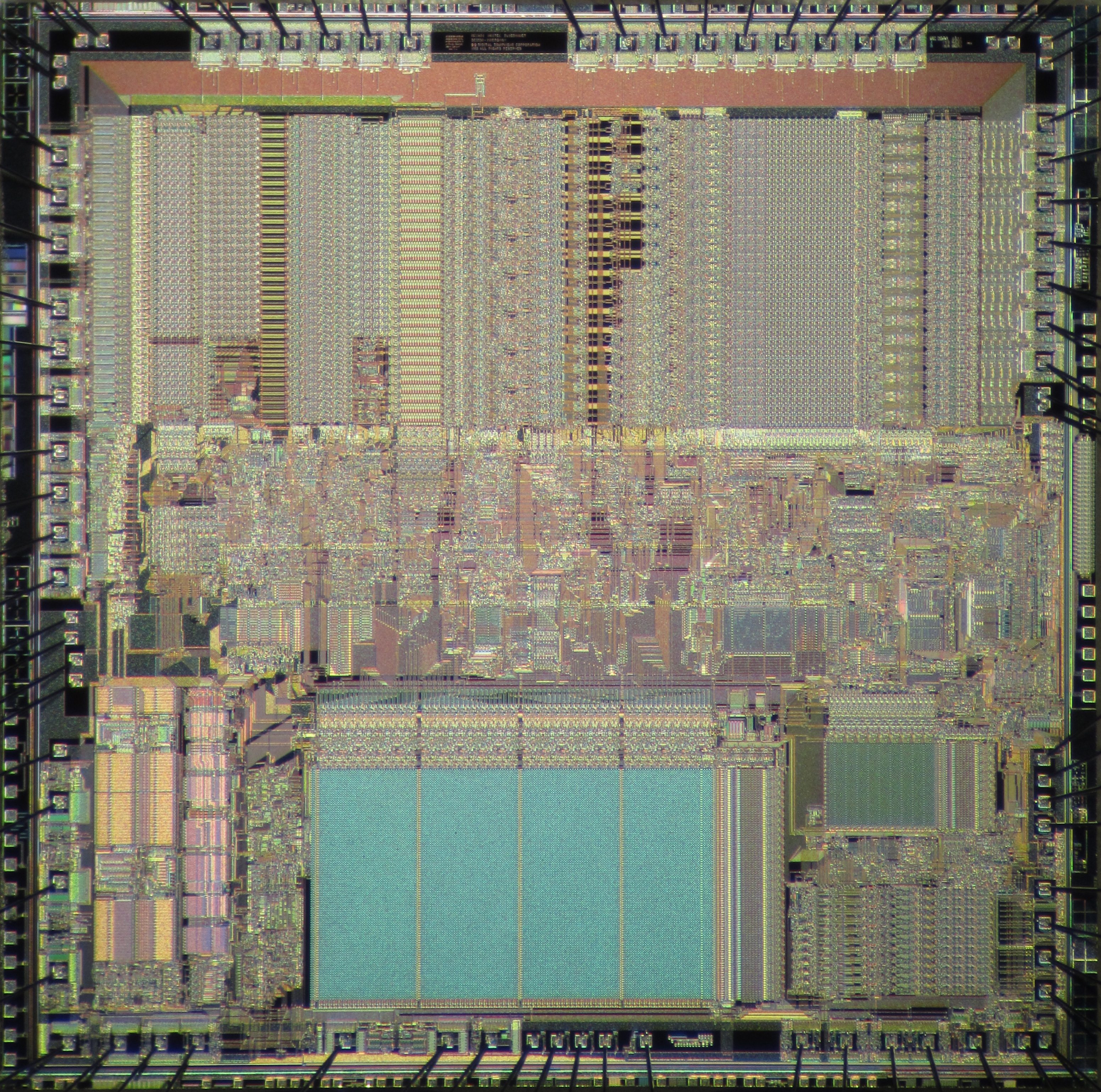
DEC MicroVAX 78032 CPU mikrofotó

A MicroVAX 78032 125 000 tranzisztort tartalmaz, 8,7 × 8,6 mm (74,82 mm2) felületen és a DEC speciális ZMOS eljárásával készült, amely egy 3,0 µm-es NMOS processz, két alumínium fémréteggel. A magot 68-kivezetésű, felületre szerelhető tokkal látták el.

## MicroVAX 78132

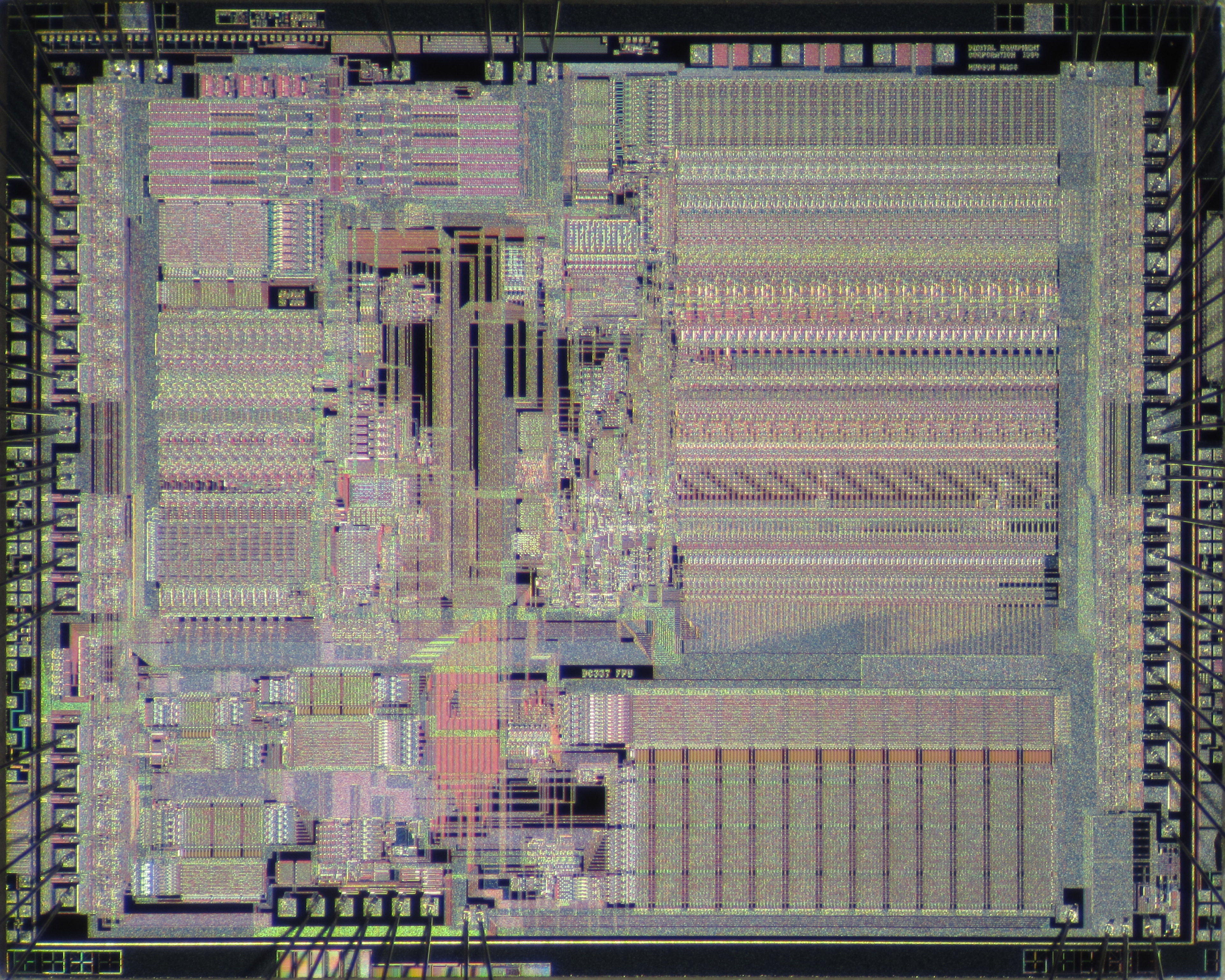
DEC MicroVAX 78132 FPU lapka mikrofotója

A MicroVAX 78132 (más jelöléssel DC337) a MicroVAX 78032 mikroprocesszorhoz kapcsolható lebegőpontos koprocesszor. A fő processzorhoz a DAL buszon és néhány irányító-ellenőrző vonalon keresztül csatlakozik. A koprocesszor átveszi a VAX ISA MicroVAX utasításainak részhalmazában definiált 70 lebegőpontos utasítás 61 utasításának végrehajtását és felgyorsítja kilenc integer utasítás működését.
A MicroVAX 78132 mikrociklusa 100 ns ami négy 25 ns-os részciklusra oszlik, amelyet a 40 MHz-es bemenő órajel biztosít (25 ns 40 MHz-es órajelnek felel meg). A koprocesszor öt fő részből áll: 67 bites törtrész-, 13 bites exponens-, 1 bites előjel feldolgozóegységek, mikroszekvenszer és síninterfész egység.
A MicroVAX 78132 32 141 tranzisztort tartalmaz 8,4 mm × 6,6 mm (55,44 mm2) lapkafelületen. Szintén a DEC ZMOS processzével készült, és a fő processzoréval megegyező 68-lábú, felületre szerelhető tokozást kapott.

## Fordítás
Ez a szócikk részben vagy egészben  a   MicroVAX 78032 című angol Wikipédia-szócikk fordításán alapul.  Az eredeti cikk szerkesztőit annak laptörténete sorolja fel. Ez a jelzés csupán a megfogalmazás eredetét és a szerzői jogokat jelzi, nem szolgál a cikkben szereplő információk forrásmegjelöléseként.